# Барабанов, Василий Арсентьевич
Васи́лий Арсе́нтьевич Бараба́нов (21 апреля 1900, село Алтуфьево Московской губернии, ныне в черте города Москвы — 1964, Москва) — начальник Управления исправительно-трудовых лагерей и строительства Цимлянского гидроузла Волго-Донского судоходного канала МВД СССР, полковник, Герой Социалистического Труда.

## Биография

### Молодые годы
Василий Арсентьевич Барабанов родился 21 апреля 1900 года в селе Алтуфьево Московской губернии (ныне в черте города Москвы). Происхождение: из зажиточных крестьян, русский.
 Приложение к справке на БАРАБАНОВА Василия Арсентьевича
По сообщению начальника Краснополянского РО УНКВД Московской области БАРАБАНОВ происходит из зажиточной семьи огородников. Отец до революции имел клубничный сад в 10 га. с применением наемной рабочей силы до 20 чел. и бакалейную лавку. Сестра БАРАБАНОВА в 1937 году арестовывалась и высылалась. Её муж ВАСИЛЬЕВ за к-р деятельность арестован органами НКВД. Брат отца БАРАБАНОВА — БАРАБАНОВ В. Ф. — в 1930 году раскулачен, его дочь замужем за крупным б. капиталистом фирмы «Га» и «Караван», в годы революции оба бежали в Германию, где проживают в настоящее время. Состоял членом ВКП(б), исключался за пьянство.
Спецпроверки проведены с 1922 по 1935 годы. Перепроверка в 1939 году. Восстановлен в ВКП(б) в 1940 году.
Начальник 6 отделения ОК НКВД СССР
ст. лейтенант ГБ Филаткин

Оперуполномоченный 6 отделения ОК
мл. лейтенант ГБ Бачурин.

- Василий Арсентьевич был сельским комсомольским активистом;
- С июня 1919 года — заведующий Народным домом (культурное и пропагандистское учреждение) в Алтуфьево.

### Служба в Красной армии
- Август 1920 года — начало службы в Красной Армии. Учился на Военно-хозяйственных курсах,
- Декабрь 1920 года — учёба в Военно-хозяйственной академии в Петрограде,
- Декабрь 1922 года — член РКП(б), был принят в члены партии Городским райкомом РКП(б) города Петрограда, партбилет № 3919522[1].
- Июнь 1924 года — окончание учёбы в академии и направление на службу в Военно-хозяйственное управление РККА. Прослужил там менее двух месяцев и был переведён в органы ОГПУ СССР.

### Служба в ОГПУ
- С 1 июня 1924 — помощник уполномоченного ОО ОГПУ (г. Москва)
- С 30 мая 1925 года — уполномоченный там же
- С 1 июля 1926 года — помощник начальника отделения там же.
- С 1 января 1929 года — заместитель начальника отделения Особого отдела ОГПУ Среднеазиатского военного округа (г. Ташкент).
- С 15 декабря 1929 года — начальник отделения Особого отдела ОГПУ 1-го корпуса (г. Москва).
- С 1 мая 1931 года — помощник начальника отдела Особого отдела ОГПУ Московского военного округа (г. Москва).
- С 10 августа 1932 года — заместитель начальника управления войск ОГПУ Московской области.

### Служба в системе ГУЛАГа
- В 1933 году переведён с оперативной работы на руководящие должности в систему Главного Управления исправительно-трудовых лагерей (ГУЛАГ) НКВД СССР:
- С 1 апреля 1933 года — начальник 3-го отдела и заместитель начальника Дмитровского исправительно-трудового лагеря ОГПУ.
- Осенью 1934 года принял участие в офицерской вечеринке, после которой двое из участников решили стреляться. Один был убит. Всех участников наказали… Барабанов был исключен из партии «за пьянство и сокрытие кулацкого происхождения», и арестован. Пока шло следствие провел шесть месяцев в одиночной камере.
- В апреле 1935 года был освобожден и выслан на Север с его семьей. Назначен начальником промысла Ухто-Печорского исправительно-трудового лагеря НКВД в городе Ухта Коми АССР.
- С 1 апреля 1935 года — начальник промысла Ухтпечлага — Ухто-Печорского ИТЛ НКВД (пос. Чибью (ныне г. Ухта Коми АССР));
- С 11 марта 1936 года — начальник Воркутинского рудника Ухтпечлага;
- С 1 ноября 1936 года — зам начальник 1 (угольного) отделения Ухтпечлага;

1 отделение Ухтпечлага с центром в с. Усть-Уса включало в себя:
 — Воркутинский рудник;
 — Лагпункт № 1 (село Усть-Уса);
 — Интинский рудник;
 — Судострой, лесзаг (село Покча);
 — Авиабаза (Усть-Цильма);
 — пос. Абезь.
- С 20 февраля 1937 года — начальник 1 отделения Ухтпечлага;
- С 1 декабря 1937 года — помощник начальника Управления железнодорожного строительства НКВД СССР на Дальнем Востоке (Амурская область, город Свободный Амурской области).
- С 18 января 1940 года — начальник Нижне-Амурского Управления исправительно-трудовых лагерей НКВД (Комсомольск-на-Амуре Хабаровского края), отвечал за строительство железнодорожных путей и военных аэродромов на Дальнем Востоке.
- В 1940 году — восстановление в партии.
- Не позднее 3 марта 1941 года назначен начальником Нижамурлага, занимал эту должность до 25.01.1942[2]
- С 25 января 1942 года — приказом НКВД № 00186 назначен начальником Саратовского исправительно-трудового лагеря НКВД в городе Красноармейск Саратовской области. Этот лагерь также строил железную дорогу Камышин — Саратов, предназначенную для воинских перевозок.

За досрочное открытие движения по линии Камышин-Саратов приказом Народного Комиссара тов. БЕРИЯ № 0419 от 22.Х.42 г. тов. БАРАБАНОВ получил благодарность и премирован месячным окладом.
- 5 сентября 1942 года приказом НКВД № 2829лс назначен начальником Северо-Печорского Управления исправительно-трудовых лагерей НКВД (поселок Абезь Коми АССР),
- 26 декабря 1946 года приказом МВД № 1779лс назначен заместителем начальника Главного управления лагерей железнодорожного строительства (ГУЛЖДС) МВД СССР г. Москва.
- 28 апреля 1947 года приказом МВД № 00457 начальник Северного управления железнодорожного строительства МВД (Коми АССР, посёлок Абезь). Управление занималось строительством железной дороги от ст. Чум (Новый) через Обское, Яр-Сале, Новый Порт до места расположения будущего порта в Обской губе на м. Каменный (Строительство 501)
- С 06 мая 1948 года управление переведено на строительство восточного участка железной дороги ст. Чум—Салехард—р. Пур—Игарка (Строительство 503).
- С 5 февраля 1949 года — заместитель начальника ГУЛЖДС МВД СССР и по совместительству начальник Северного управления лагерей железнодорожного строительства.
- С 12 ноября 1949 года начинается реорганизация Северного управления лагерей железнодорожного строительства. Образованы Обский ИТЛ и строительство 501 и Северное управление и строительство 503.
- Барабанов В.А назначен начальником Северного управления и строительство 503 (Красноярский кр., Игарский р-н, пос. (с.) Ермаково) и заместителем начальника ГУЛЖДС МВД СССР (г Москва)(Приказ МВД № 0784 от 12.11.1949 г.)

- 14 июля 1950 года приказом МВД № 849 лс назначен начальником Управления исправительно-трудовых лагерей и строительства Цимлянского гидроузла Волго-Донского судоходного канала МВД.

Этот узел был важнейшим объектом на строительстве Волго-Донского судоходного канала. О масштабах работ говорит такой факт, что в 1951 году на Цимлянском гидроузле работало свыше 43 тысяч заключенных и около 6 тысяч человек вольнонаёмного персонала. Огромный объем работ был выполнен в срок и в июле 1952 года канал был сдан в эксплуатацию, по нему прошёл первый теплоход.
Указом Президиума Верховного Совета СССР от 19 сентября 1952 года за особые выдающиеся заслуги и самоотверженную работу по строительству и вводу в эксплуатацию Волго-Донского судоходного канала имени В. И. Ленина, Цимлянской гидроэлектростанции и сооружений для орошения первой очереди в 100 тысяч гектаров засушливых земель Ростовской области полковнику Барабанову Василию Арсентьевичу, начальнику управления строительства Цимлянского гидроузла присвоено звание Героя Социалистического Труда с вручением ордена Ленина и золотой медали «Серп и Молот».
- 9 июля 1952 года Постановление Совета Министров № 3180 создано Главное управление лагерей по строительству нефтеперерабатывающих заводов и предприятий искусственного жидкого топлива (Главспецнефтестрой МВД СССР). В состав этой организации входили 6 крупных лагерей.
- 11 июля 1952 года приказом МВД № 706лс Барабанов назначен начальником Главспецнефтестроя МВД СССР.
- В 1953 году был арестован по делу Берии. Его подводили под расстрел вместе со всеми соратниками Берии. Освобождён после личной встречи с ним Хрущёва[источник не указан 2307 дней].
- С 3 июля 1954 года — первый заместитель начальника ГУЛАГа МВД СССР. Он занимался расформированием строительных главков этого ведомства и упразднением многочисленных «строительных» лагерей.

## На пенсии
- С 20 июня 1956 года — вышел на пенсию,
- Проживал в Москве; работал в редакции газеты «Известия»; последняя должность — заведующий общественной приёмной «Известий».
- Скончался в 1964 году.

## Спецзвания
- 26 декабря 1941 года — старший лейтенант государственной безопасности.
- 3 июня 1944 года — подполковник государственной безопасности.
- 18 апреля 1946 года — полковник МВД

## Память

### Положительные оценки личности Барабанова
- По многочисленным[источник не указан 1362 дня] свидетельствам бывших заключенных и самих работников МВД, Барабанов стремился обеспечивать выполнение планов строительства не ценой жизней заключенных, а путём улучшения условий их труда и содержания. Он сумел добиться —через Москву (!)— улучшения питания воркутинских заключенных, активно использовал их инициативу, внедрял всевозможные улучшения и новаторские предложения на производстве. Василий Арсентьевич широко использовал в своей практике право сокращения сроков и досрочного освобождения для передовиков производства[источник не указан 3867 дней].

- Он пользовался большим авторитетом в среде и политических и уголовных заключённых. В среде уголовников его почтительно называли «дядя Вася». На похоронах было очень много людей, в том числе, и бывшие заключённые. Проводить его в последний путь приехал бывший заключенный «Москва» (завязав со своим уголовным прошлым, он работал в Воркуте начальником одной из шахт), хирург Богданов, знаменитый в Игарке, профессор Данишевский и многие, многие другие[источник не указан 3867 дней].

Процесс переезда был очень хороший. Начальником 501-стройки был Барабанов Василий Арсентьевич. Он любил театр. Вообще театр все любили. И дали целый эшелон отдельный для артистов. Мы ехали недели две, наверное, но ехали хорошо. В Новосибирске, например, в баню сходили. Когда приехали в Красноярск там нас ожидал уже пароход «Мария Ульянова». И мы поплыли до Игарки. А в Игарке — так получилось — нас сам Василий Арсентьевич встречал, потому что вместе с нами ехала его семья. Что касается Барабанова, то кроме хорошего, я ничего о нем не могу сказать. Ведущим артистам приказал пошить костюмы из не особо материала дорогого, но приличного. Все ходили в этих костюмах. У меня был пропуск, я мог ходить без конвоя куда угодно. Это было в Абези. На юбилей театра (или стройки?) разрешил водку заключенным принести. В театр принесли водку, буфет организовали. Он на многое смотрел сквозь пальцы. «Хулиганства нет?» «Нет. Нет ничего» — «Ну, давайте, действуйте». Полковник. Очень элегантный, хорошо одевался. Красивый лицом, и фигурой. И человек хороший. Вот приказал сделать театр — сделали. Набрать по всем лагерям послал людей — и привезли артистов. И каких артистов! Топилин! Одно имя только чего стоит. Кроме Топилина — Чернятинский, дирижер Одесской оперы. Певцы Аксенов, Петрова Дора Николаевна (артистка Николаевского театра), Лина Леренс и многие другие.

### Отрицательные оценки личности Барабанова
Известный всему каторжному лагерю бригадир Смирнов, по прозвищу Москва, до каторги жил в Москве и занимался грабежами и убийствами, за что его приговорили к высшей мере наказания, потом смягчили до десяти лет каторги. Но и на каторге он, как и прежде, убивал всех тех, кто становился на его дороге или просто не понравился ему. Его имя произносилось с ужасом и отвращением, а лагерное радио гремело о нем как о лучшем бригадире. Его бригада якобы ежедневно добывала в шахте угля больше заданного плана, а попросту говоря, она никогда не выполняла плана, получая льготы и проценты по приказу главного начальника лагпункта Барабанова, который урезал со всех бригад по нескольку процентов, начисляя их бригаде жулика Смирнова. С помощью подделок и обмана уголовнику Смирнову и его бригаде создавали незаслуженную славу на Воркуте. За эту «милость» уголовная бригада во главе со Смирновым помогала Барабанову вести борьбу с троцкистами на Воркуте..
Уж кто-нибудь без нас расскажет о таких монстрах, как Чечев (разжалованный из прибалтийского минвнудела в начальники Степлага); Тарасюк (начальник Усольлага); Коротицын и Дидоренко из Каргопольлага; о свирепом Барабанове (начальник Печорлага с конца войны); о Смирнове (начальник режима Печжелдорлага); майоре Чепиге (начальник режима Воркутлага). Только перечень этих знаменитых имен занял бы десятки страниц. Моему одинокому перу за ними за всеми не угнаться. Да и власть по-прежнему у них. Не отвели мне ещё конторы собирать эти материалы и через всесоюзное радио не предлагают обратиться..

## След Барабанова в искусстве
- Барабанов стал прототипом Батманова, компетентного организатора и сталинского героя в романе Василия Ажаева «Далеко от Москвы», опубликованного в 1948 году.
- В 1950 году режиссёр Александр Столпнер снял по роману одноименный художественный фильм. Фильм «Далеко от Москвы» показали в эфире только в конце 2011 года. Технически, несмотря на возраст, фильм сохранил свое качество, так как был снят на трофейную пленку.
- Барабанов стал прототипом одного из героев романа «Тридцать шесть и шесть» Александра Рекемчука.
- Барабанов упоминается в одном из вариантов знаменитой воровской баллады «Гоп со смыком».

Начальник Барабанов дал приказ,
Офицеры выполнили враз:
В зону прыгнули солдаты,
Зацепили автоматы,
В БУРы загоняли они нас.
С БУРов выводили нас гурьбой,
По пятёркам становились в строй,
Глухо щёлкали затворы -
И этапом от Печоры
Побрели до станции Джанкой («Джанкой» народное название станции Джинтуй в Коми).
- Барабанов упоминается в романе Виктора Ремизова "Вечная мерзлота", 2020.

## Признание заслуг

### Награды
- 1932 — знак «Почётный работник ВЧК-ОГПУ»,
- 1941 — медаль «За трудовое отличие»,
- 28.06.1941 — орден Трудового Красного Знамени,
- 15.09.1943 — орден Красной Звезды (за успешное строительство в период Отечественной войны 1942—1943 годов новых железных дорог в районе правобережной Волги «Сталинград—Вольск, Ульяновск—Свияжск», Указ Президиума Верховного Совета «О награждении строителей железных дорог на Волге»),
- 03.11.1944 — орден Красного Знамени,
- 12.05.1945 — орден Ленина,
- 21.06.1946 — орден Отечественной войны 2-й степени,
- 27.11.1950 — орден Ленина (за строительство Печерской железной дороги Кожва-Воркута),
- 19.09.1952 — орден Ленина, золотая медали «Серп и Молот» и звание Герой Социалистического Труда (за строительство Цимлянской ГЭС),
- 05.11.1954 — орден Красного Знамени,
- другие медали,

### Посмертное признание
- В начале 1990-х годов инициативная группа пыталась добиться присвоения его имени улице в Воркуте. Не получилось.[источник не указан 3867 дней]